# Mary Badham
Pour les articles homonymes, voir Badham.
Mary Badham, née le 7 octobre 1952 à Birmingham (Alabama), est une actrice américaine.

## Biographie
Elle est la petite sœur du réalisateur John Badham.

## Filmographie

### Au cinéma
- 1962 : Du silence et des ombres (To Kill a Mockingbird), de Robert Mulligan : Jean Louise « Scout » Finch (en)
- 1966 : Propriété interdite (This Property Is Condemned), de Sydney Pollack : Willie Starr
- 1966 : Let's Kill Uncle : Chrissie
- 2005 : Our Very Own (en) : Mrs. Nutbush

### À la télévision
- 1963 : Le Jeune Docteur Kildare : Cara Sue
- 1964 : La Quatrième dimension, épisode « La Piscine ensorcelée » (« The Bewitchin’ Pool ») : Sport, petite fille de 12 ans.

## Récompenses et nominations

### Nominations
- Nomination à l’Oscar de la meilleure actrice dans un second rôle pour son interprétation de la jeune Scout dans Du silence et des ombres en 1962[1]